# Alengot Oromait
Proscovia Alengot Oromait (* 1. Januar 1993 in Katakwi) ist eine ugandische Universitätsstudentin (Massenkommunikation) und Politikerin. Sie war von 2011 bis 2016 als gewähltes Parlamentsmitglied (MP) für den Bezirk Usuk im Katakwi-Distrikt tätig. Mit 19 Jahren war sie die jüngste Abgeordnete in Uganda und auf dem afrikanischen Kontinent.

## Leben

### Herkunft und Ausbildung
Sie wurde am 1. Januar 1993 im Distrikt Katakwi geboren. Ihr Vater, Michael Oromait, war vor seinem Tod am 21. Juli 2012 Abgeordneter desselben Parlamentssitzes. Im Dezember 2011 schloss sie ihre High School (S6) an der St. Kalemba Senior Secondary School im Kayunga-Distrikt ab, Anfang August 2012 wurde sie an der Uganda Christian University in Mukono aufgenommen.

### Politische Karriere
Nach dem Tod ihres Vaters beschloss Oromait, bei den Vorwahlen als Kandidatin der National Resistance Movement anzutreten, um ihren Vater, der als Unabhängiger gedient hatte, zu ersetzen. Sie gewann die Vorwahlen und bei den Parlamentswahlen im September 2012 gewann sie mit 54,2 % der Stimmen. Es wurde erwartet, dass sie ihr Grundstudium mit ihren parlamentarischen Aufgaben für die nächsten drei Jahre mindestens umgehen wird.

### Persönliche Angaben
Oromait ist unverheiratet und gehört der National Resistance Movement an, der regierenden politischen Partei in Uganda. Sie beschäftigt sich mit Themen wie Umwelt, Bildung, Gesundheitspolitik und Geschlechterpolitik. Eine ihrer Mentorinnen ist Jessica Alupo, die damalige Bildungsministerin und Parlamentsabgeordnete der Frauenbeauftragten des Distrikts Katakwi.

## Auszeichnungen und Ehrungen
Sie wurde 2013 vom Forbes Magazine in der Liste er 20 mächtigsten Frauen aufgenommen.